# The Belle Brigade (álbum)
The Belle Brigade es el álbum debut de la banda estadounidense The Belle Brigade. Fue coproducido por ellos y Matthew Wilder. El álbum fue lanzado el 19 de abril de 2011.  Se ha elegido como uno de los mejores discos editados en 2011.

## Sencillos
El primer sencillo que se extrajo del álbum fue "Losers". El siguiente single, "Where Not To Look For Freedom" fue lanzado el 22 de marzo de 2011.

## Lista de temas
1. "Sweet Louise"  -	 	3:07
2. "Where Not To Look For Freedom"  -	 	4:24
3. "Losers"  	 -	4:02
4. "Belt of Orion"  	- 	3:18
5. "Shirt"  	 -	4:26
6. "Lucky Guy"  	- 	3:42
7. "Lonely Lonely"  -	 	2:39
8. "Punch Line"  	 -	3:30
9. "Rusted Wheel"  -	 	4:00
10. "My Goodness"  	- 	2:58
11. "Fasten You to Me"  	- 	3:30

## Historial de lanzamientos
| País           | Fecha               |
| -------------- | ------------------- |
| Estados Unidos | 19 de abril de 2011 |